# Marni
Pour l’article homonyme, voir Le Marni.
Marni est une maison de mode italienne fondée en 1994 par Consuelo Castiglioni, connue dans le monde entier pour ses accessoires et pour ses collections de prêt-à porter Homme, Femme, Petite fille. 
Depuis 2012, Marni fait partie du groupe OTB appartenant à l'homme d'affaires italien Renzo Rosso. 
Depuis 2016, Francesco Risso est directeur artistique de la marque.

## Historique
Fondée à Milan en 1994 par la créatrice de mode suisse Consuelo Castiglioni, la maison Marni a bâti sa réputation mondiale sur ses collections caractérisées par des imprimés et coloris.
La même année, Marni innove dans le Web retail en lançant le magasin virtuel qui, aux côtés de l'e-commerce, raconte l'univers Marni dans des sections réservées à ses nombreuses collaborations artistiques et à ses projets spéciaux.
En 2012, la société est rachetée par le groupe OTB de Renzo Rosso qui englobe les marques Diesel, Maison Margiela, Viktor&Rolf, Paula Cademartori, Staff International et Brave Kid.
En 2016, Marni confie sa direction artistique à Francesco Risso.
En 2018, la société nomme Stefano Biondo au poste de président directeur général.
La même année, Francesco Risso inscrit son nom dans la liste du BoF500 qui consacre les personnalités les plus influentes dans le monde de la mode.